# Gabriele Schnaut
Gabriele Schnaut (* 24. Februar 1951 in Mannheim; † 19. Juni 2023 in Rottach-Egern) war eine deutsche Opernsängerin (Sopran) und Gesangspädagogin.

## Leben
Gabriele Schnaut wuchs in Mainz auf. Sie erhielt als Kind Violin, Ballett- bzw. Tanzunterricht. Sie studierte zunächst am Mainzer Peter-Cornelius-Konservatorium im Hauptfach Violine, im Pflichtfach Klavier und als Nebenfach Gesang sowie gleichzeitig Musikwissenschaft an der Johannes Gutenberg-Universität Mainz.
Ab 1971 studierte sie Gesang an der Musikhochschule in Frankfurt am Main bei Elsa Cavelti, dann in Darmstadt bei Aga Zeh-Landzettel und schließlich in Berlin bei Hanne-Lore Kuhse, die ihren Fachwechsel ins Hochdramatische betreute. Bereits während des Studiums entfaltete sie eine rege Konzerttätigkeit als Oratorien-Altistin, u. a. mit der Gächinger Kantorei Stuttgart unter Helmuth Rilling. Sie war Stipendiatin der Studienstiftung des deutschen Volkes und gewann 1975 den 1. Preis in Gesang zusammen mit Uta-Maria Flake beim Deutschen Musikwettbewerb in Bonn.
Ihr erstes festes Engagement als Mezzosopranistin erhielt sie 1976 an der Staatsoper Stuttgart. Ein Jahr später gab sie ihr Debüt bei den Bayreuther Festspielen. Es folgten weitere Engagements am Staatstheater Darmstadt (1978–1980), am Nationaltheater Mannheim (1980–1986) und an der Deutschen Oper am Rhein in Düsseldorf (1986–1990).
Ab 1985 wechselte sie vom Mezzosopran ins hochdramatische Sopranfach und konnte hier vor allem in Wagner- und Strauss-Opern reüssieren. Sie erarbeitete sich Partien wie Brünnhilde in Der Ring des Nibelungen, Ortrud in Lohengrin, Kundry in Parsifal, Venus in Tannhäuser, Sieglinde in Die Walküre, Isolde in Tristan und Isolde, Färberin und Amme in Die Frau ohne Schatten, Komponist in Ariadne auf Naxos, Octavian in Der Rosenkavalier sowie die Titelpartien in Elektra, Tosca und Turandot. Elektra bezeichnete sie selbst als ihre „Identifikationsrolle“. Aufgrund ihrer beeindruckenden Bühnenpräsenz, basierend auf szenischer Detailarbeit und psychologischer Durchdringung der darzustellenden Charaktere, bezeichnete die Zeitschrift Die Deutsche Bühne  Gabriele Schnaut 1997 als „einzige, echte hochdramatische Sängerdarstellerin unserer Zeit“. Ab 2006 erweiterte sie ihr Repertoire um Altersrollen wie Emilia Marty in Die Sache Makropulos und Kostelnička (Küsterin) in Jenůfa von Leoš Janáček sowie Klytämnestra in Elektra oder Herodias in Salome von Richard Strauss.
Gabriele Schnaut interessierte sich auch für die Musik des 20. Jahrhunderts und der Gegenwart. Neben den Partien der Marie in Wozzeck von Alban Berg, der Els in Der Schatzgräber und der Grete in Der ferne Klang von Franz Schreker, hat sie auch zahlreiche Werke zeitgenössischer Komponisten uraufgeführt, darunter 1987 in Mannheim Die Hamletmaschine und 2006 in München Das Gehege von Wolfgang Rihm sowie 2012 in München Babylon von Jörg Widmann.
Regelmäßige Gastspiele führten sie u. a. an die Hamburgische Staatsoper, die Bayerische Staatsoper, die Semperoper Dresden, die Deutsche Oper Berlin sowie international an die Wiener Staatsoper, das Opernhaus Zürich, das Grand Théâtre de Genève, die New Yorker Met, die Lyric Opera of Chicago, die Mailänder Scala, das Teatro dell’Opera di Roma, das Teatro Comunale di Bologna, das Royal Opera House London, die Vlaamse Opera in Antwerpen, die Nationaloper Amsterdam, die Opéra Bastille, das Théâtre du Châtelet in Paris, die Nationaloper in Warschau, das Teatro Municipal in Santiago de Chile oder an das Nationaltheater Tokio und zu den Salzburger Festspielen.
Von 2005 bis 2016 lehrte sie als Professorin für Gesang an der Universität der Künste Berlin.
Ab dem Jahre 2000 lebte sie in Rottach-Egern. Gabriele Schnaut starb am 19. Juni 2023 im Alter von 72 Jahren und wurde auf dem Gemeindefriedhof von Rottach-Egern beigesetzt.

## Ehrungen
- 1975: Kammersängerin der Freien und Hansestadt Hamburg
- 1997: Sängerin des Jahres (Kritikerumfrage der Opernwelt)
- 2003: Bayerische Kammersängerin
- 2006: Bayerischer Verdienstorden

## Diskografie (Auswahl)

### Oper
- Ludwig van Beethoven: Fidelio, Wiener Philharmoniker, Dirigent: Christoph von Dohnanyi (Brilliant Records; 2009)
- Paul Hindemith: Cardillac, Radio-Symphony-Orchester Berlin, Dirigent: Gerd Albrecht (Wergo; 1988)
- Paul Hindemith: Der Dämon op. 28, Radio-Symphony-Orchester Berlin, Dirigent: Gerd Albrecht (Wergo; 1990)
- Paul Hindemith: Sancta Susanna op. 21, Radio-Symphony-Orchester Berlin, Dirigent: Gerd Albrecht (Wergo; 1984)
- Engelbert Humperdinck: Königskinder, Deutsches Symphonie-Orchester Berlin, Dirigent: Ingo Metzmacher (Delta Music & Entertainment; 2011)
- Francis Poulenc: Dialogues des Carmélites, Hamburgische Staatsoper, Dirigentin: Simone Young (DVD; Arthaus-Musik; 2010)
- Giacomo Puccini: Turandot, Wiener Philharmoniker, Dirigent: Valery Gergiev, Live-Mitschnitt der Salzburger Festspiele 2002 (ORF/Arte; auch DVD; Arthaus-Musik; 2009)
- Wolfgang Rihm: Die Hamletmaschine, Nationaltheater Mannheim, Dirigent: Peter Schneider, Live-Mitschnitt (WERGO Schallplatten; 1991)
- Franz Schreker: Der ferne Klang, Radio-Symphony-Orchester Berlin, Dirigent: Gerd Albrecht (Delta Music; 1991)
- Franz Schreker: Der Schatzgräber, Philharmonisches Staatsorchester Hamburg, Dirigent: Gerd Albrecht (Delta Music; 1990)
- Richard Wagner: Lohengrin, Orchester der Bayreuther Festspiele, Dirigent: Peter Schneider (auch DVD; Philips Classics; 1992)
- Richard Wagner: Die Walküre (u. a. mit Plácido Domingo), Orchester der Mailänder Scala, Dirigent: Zubin Mehta (DVD; TV RAI; 1996)
- Richard Wagner: Die Walküre, Cleveland Orchestra, Dirigent: Christoph von Dohnanyi (Decca; 1997)
- Richard Wagner: Die Walküre, Bayerisches Staatsorchester, Dirigent: Zubin Mehta (Farao Classics; 2002)
- Richard Wagner: Der Ring des Nibelungen, Orchester Bayreuther Festspiele, Regie: Patrick Chéreau, Dirigent: Pierre Boulez (auch DVD; Deutsche Grammophon; 1980)

### Konzert
- Mainzer Soirée, Mainzer Kammerorchester, Südwestdeutscher Kammerchor, Dirigent: Günter Kehr (Südwestfunk Baden-Baden; 1983)
- Geistliche Musik der Bach-Familie, Gächinger Kantorei, Dirigent: Helmuth Rilling (Hänssler; 1988)
- Johann Sebastian Bach: Kantaten, Bach-Ensemble, Dirigent: Helmut Rilling (Hänssler Edition; 1999/2000)
- Johann Sebastian Bach: Erhöhtes Fleisch und Blut, Kantate (BWV 173), Gächinger Kantorei, Dirigent: Helmuth Rilling (Hänssler; 1991)
- Johann Sebastian Bach: Ich hab in Gottes Herz und Sinn, Kantate (BWV 92), Gächinger Kantorei, Dirigent: Helmuth Rilling (Hänssler; 1990)
- Paul Hindemith: Die junge Magd op. 23b, Radio-Symphonie-Orchester Berlin, Dirigent: Gerd Albrecht (Wergo; 1994)
- Gioacchino Rossini: Petite messe solennelle, Bachchor Gütersloh, Dirigent: Hermann Kreutz (Musikproduktion Dabringhaus und Grimm; 2022)
- Igor Stravinsky: Oedipus rex, Orchestre de la Suisse romande, Dirigent: Neeme Järvi (Koch International; 1994)

### Interview/Dokumentation
- Gerd Albrecht im Gespräch mit Gabriele Schnaut: Szenen aus einem Opernkrimi. Videokassette (VHS) und Fernsehmitschnitt (ARD; 18. November 1990)
- In höchsten Tönen um die Welt. Die Opernsängerin Gabriele Schnaut. Ein Film von Thomas Michel. Videokassette (VHS) und Fernsehmitschnitt (3sat; 23. August 1998)